# SoulCalibur IV
SoulCalibur IV est un jeu vidéo de combat sorti en 2008 sur PlayStation 3 et Xbox 360. Il s'agit du 4e épisode de la série Soul Calibur.
Pour la première fois dans la série, le jeu est jouable en ligne. Il devrait être possible d'affronter d'autres joueurs malgré la console sur laquelle les joueurs joueront, une passerelle PlayStation 3/Xbox 360 étant à l'étude mais le blocage vient des serveurs Xbox hébergés chez Microsoft.

## Histoire
Après un duel sans merci entre Siegfried, brandissant SoulCalibur, et Nightmare, les deux combattants n'ont pu se départager, tant l'énergie déployée par leurs épées étaient égales.
Cependant, comme Siegfried était encore humain, son corps allait être détruit par la tornade d'énergie générée par son combat contre Nightmare. C'est alors que le pouvoir de SoulCalibur fusionna avec son corps, à la fois pour le sauver, mais aussi pour trouver refuge. Nightmare, ayant reçu de graves dommages, et Siegfried, ayant été sauvé in extremis de la mort, les deux combattants n'ont eu d'autre choix que de fuir la Cathédrale Oubliée, lieu du duel, alors que cette dernière tombait en ruine à cause de l'énergie dégagée lors de l'affrontement.
Chacun de leur côté, Siegfried et Nightmare ont alors commencé à s'entrainer en vue de leur prochaine confrontation, améliorant le potentiel de leurs épées.
Comme Siegfried est maintenu en vie par le pouvoir de son épée, son armure s'est recouverte d'une couche de glace magique, circulant le pouvoir de SoulCalibur. Nightmare, n'étant qu'une armure vide traversée par le pouvoir de Soul Edge, changea de forme et devint plus monstrueux à mesure que son épée devenait plus puissante.
Au même moment, une tour surgit du sol avec, à son sommet, Algol (plus connu sous le nom de Roi Héroïque), un ancien conquérant, vieux de plusieurs millénaires, récemment revenu à la vie. Par le passé, Algol a déjà eu affaire à Soul Edge et ses actes maléfiques ; Arcturus, le fils d'Algol, a perdu la vie en essayant de maîtriser l'épée maléfique.
Aujourd'hui, Algol souhaite s'emparer des pouvoirs de Soul Edge et SoulCalibur, afin de retrouver sa gloire passée.

## Personnages
Trois personnages étaient confirmés dans le premier teaser du mois de juin 2007 : Nightmare, Ivy et Mitsurugi. Le directeur Katsutoshi Sasaki a aussi mentionné que le mode Création de Personnages sera de nouveau là, en version largement améliorée. En juillet 2007, Siegfried, Tira Taki ont été confirmés. Sophitia, Cassandra et Voldo ont été dévoilés en août 2007. Un trailer diffusé en septembre 2007 permit de découvrir Hilde, une nouvelle arrivante. Quelques semaines plus tard furent dévoilés Raphael et Astaroth. En janvier 2008, deux nouveaux guests Dark Vador et Yoda ont été présentés. Dark Vador sera jouable sur PlayStation 3, Yoda sur Xbox 360. Il a été confirmé que Maxi, Yun-Seong et Seong Mi-Na seront également dans cet opus. Plus tard, en février 2008, Kilik, Xianghua et Lizardman ont été dévoilés. Au mois de mars 2008, une nouvelle nommée Scheherazade fait son apparition, ainsi qu'Angol Fear, autre nouvelle venue, mais ses deux personnages ne seront que des personnages bonus. Zasalamel, Cervantes et Amy ont été dévoilés le même mois. En avril 2008, Rock, Talim et Yoshimitsu ont été annoncés. En mai 2008, une nouvelle arrivante nommée Shura fera son apparition en tant que perso bonus. Notamment Setsuka fait son retour. Un nouveau personnage nommé Ashlotte, une jeune femme, fera son apparition en tant que personnage bonus. Un nouveau personnage du nom de Algol fera apparemment son apparition dans le jeu, peut-être même comme le principal antagoniste. Un nouveau personnage de Star Wars, Starkiller, fera son apparition en tant que guest sur les deux jeu de plates-formes. Et encore une nouvelle personnage bonus designée par un mangaka, Kamikirimusi, sera présente dans le jeu.
Dark Vador et Yoda, respectivement les personnages exclusifs de la PlayStation 3 et de la Xbox 360. Un moyen est possible pour les avoir ensemble dans la même console, mais ne le sera plus en 2017 en raison de la fermeture définitive du Indie Game Market de la Xbox 360 à cette date.
Le troisième personnage issu de l'univers Star Wars et commun aux deux plates-formes est l'apprenti secret de Dark Vador dont l'histoire est pleinement développée dans Star Wars : le Pouvoir de la force.
Pour les autres personnages on retrouve tous ceux qui ont fait le succès de la franchise avec quelques arrivées notoires aux styles de combats bien caractéristiques, l'antagoniste est bel et bien Algol et manipule des formes immatérielles des deux épées Soul Calibur et Soul Edge. Shura n'est pas a proprement parler un personnage nouveau mais illustre bien le concept du mode de création de personnage car elle n'est en réalité qu'un clône de Cervantes, elle ainsi que deux autres nouvelles femmes servent d'adversaire dans le troisième combat du mode histoire dans une arène entourée d'un précipice où coule de la lave.

## Personnages principaux
Personnages de départ
- Siegfried Schtauffen
- Nightmare
- Hildegard Von Krone (Nouvelle dans la série)
- Isabella "Ivy" Valentine
- Heishiro Mitsurugi
- Taki
- Tira
- Cassandra Alexandra
- Astaroth
- Voldo
- Raphael Sorel
- Maxi
- Kilik
- Chai Xianghua

Personnages secrets
- Cervantes de Leon
- Yoshimitsu
- Setsuka
- Rock
- Yun seong
- Seong Mi-Na
- Talim
- Sophitia Alexandra
- Lizardman
- Amy Sorel
- Zasalamel
- Algol (Boss final et nouveau dans la série)

### Personnages invités
- Dark Vador (après mis à jour et téléchargement du PS3)
- Yoda (après mis à jour et téléchargement du 360)
- Starkiller (L'apprenti dans la version française) (présent dans les 2 versions)

Depuis le 23 octobre 2008 il est possible d'outre-passer les exclusivités Vador/PS3 et Yoda/360 en acquérant, moyennant finances, le personnage "manquant" sur la plateforme de contenu additionnel propre à chaque machine.

### Personnages bonus
- Scheherazade
- Angol Fear
- Shura
- Ashlotte
- Kamikirimusi

### Lexique
- Bourrage: Fait d'enchaîner et de répéter les commandes à grande vitesse, ou d'appuyer avant d'avoir la possibilité de passer le coup. Souvent pour les i10 à 14.

- Brise-garde: Coup portant des dommages importants à la jauge d'âme, ouvrant la garde de l'adversaire, laissant la possibilité de porter un coup rapide. Reconnaissables par des éclairs bleus. 9e colonne du tableau 8wayrun. Plus le chiffre sera faible, plus les dommages infligés à la jauge d'âme seront importants.

- Camper: Fait de maintenir l'adversaire à distance, en profitant d'une portée d'attaque supérieure.

- Critical (Critical Finish):  KO critique. Voir KO critique.
- Frame: Image. Pour Soul Calibur 4, tournant à 60 Hz, une frame dure 16,7 ms.
- Freeze: Gelé : Fait de maintenir la position neutre.
- KO critique: Cinématique qui, une fois lancée, donne la victoire. Ne peut être lancé qu'après un Soul Crush, par les touches A+B+K+G.
- Mid-air: Désigne la position d'un personnage en l'air, à hauteur de coup.
- Mind Game: Jeu Cérébral : Fait, pour un joueur, d'anticiper ou de manipuler son adversaire, par sa connaissance du jeu et son analyse.
- NC (Natural combo) : Combo naturel. Suite de coup préprogrammée pour effectuer un combo. Impossible à éviter si le premier coup passe.
- NCC (Natural counter combo) : Combo naturel en contre. Suite de coup préprogrammée pour effectuer un combo s'il passe en contre. Impossible à éviter si le premier coup passe en contre.
- Neutral: Neutre. Posture originelle du personnage quand aucune touche directionnelle n'est utilisée. Protège de coups High, Middle, S-Mid et S-low. Identifié par une étoile dans la 2e colonne du tableau 8wayrun.
- Over Back : Coup laissant l'adversaire de dos ou de côté.
- Pad : Pavé. Croix directionnelle.
- Parry : Aussi appelé Blue Parry. Garde offensive arrière ou Impact de Garde arrirère. Impulsion de garde permettant de faire tomber l'adversaire. La commande 1G ou 4G doit être effectuée à 4 ou 5 frames près du moment ou l'adversaire doit toucher. Ne protège pas des prises ni des imparables.
- Recovery Crouched : l'adversaire se retrouve en position baissée (FC).
- Recovery (Récupération) : Temps que met votre personnage, après un coup unsafe, pour récupérer avant de pouvoir faire la moindre action.
- Ring Out : Sortie de terrain. Donne la victoire à l'adversaire restant sur le ring. Renseigné dans la colonne 10 du tableau 8wayrun.
- Rush (Ruée) : Déplacement rapide en avant, permettant de casser la distance. Ils sont en général TC mais ne permettent pas de se protéger.
- Safe (Sûr) : Coup ne donnant pas de frame de pénalité, permettant donc d'autres commandes par la suite.
- Soul crush : Explosion de la jauge d'âme. Se produit lorsque la jauge d'âme est vide (clignotement de la barre de vie en rouge) et que le coup porté a une puissance suffisante (petit chiffre dans la 9e colonne du tableau 8wayrun). Reconnaissable par un éclair rouge, elle permet l'exécution d'un KO critique.
- Special Low : Coup bas spécial. Coup bas pouvant être gardé par une garde haute, et évité par une posture TJ.
- SLD (Slide) Glissé. Type de commande nécessitant un passage rapide d'une touche à l'autre, pouvant être effectuée en faisant glisser le doigt. Qualifie aussi le déplacement d'un adversaire projeté au sol mais glissant hors du ring.
- Special Middle : Coup milieu spécial. Coup milieu pouvant être gardé par une garde basse.
- Stance (Posture): état du personnage lui permettant de réaliser des coups, différents pour chaque posture.
- Spécial Stance : Posture spéciale, spécifique à un personnage, lui permettant de réaliser des coups spéciaux spécifiques. Contrairement à une stance normale, les stances spéciales ne peuvent pas toujours être maintenues mais peuvent donner d'autres caractéristiques.
- Stab (Estoc) : Coup en B qui "pique". Par opposition à un coup de taille.
- Step (Pas de côté) :  Permet d'éviter la plupart des attaques verticales.
- Stick (Bâton) : Périphérique d'entrée, permettant d'effectuer les directions. Désigne dans le langage courant le Stick arcade, remplaçant la manette traditionnelle, mais plus précis.
- Stun (étourdissement) : Laisse l'adversaire dans l'impossibilité de bouger. Reconnaissable par des éclairs jaunes.
- Tech Trap : Coup touchant un adversaire tentant de se relever.
- Tech crouch : Baisse technique. Action permettant d'éviter les coups hauts (high) et les prises.
- Tech Jump : Saut technique. Action permettant d'éviter les coups bas (low) et les prises
- Throw : Projection ou Prise. Animation lancée par une combinaison de touches (généralement A+G ou B+G). Annulable le plus souvent par A, pour la commande A+G ou B, pour la commande B+G. Elles sortent en général en 17 frames et sont en général évitables par une posture TJ ou TC. Cependant certaines prises peuvent être effectuées contre des postures TJ ou TC. Les prises sont des commandes dont les dégâts ne varient pas, à part en combo. Les prises aériennes ne sont pas annulables.
- Unbreakable : Attaque imparable, ne peut être qu'esquivée, contrée (CH) ou affectée (Just Impact). Reconnaissable par l’enflammement de l'arme.
- Unsafe (Risqué) : Coup donnant des frames de pénalité à l'attaquant, ne permettant théoriquement aucune action derrière.
- W(!) (Wall Splat) : Choc mur. Un personnage projeté au mur est en position vulnérable, assimilable à un Stun, mais qui n'est pas annulable. Reconnaissable au bruit et à des éclairs jaunes. Permet la réalisation de combos spécifiques.
- Wiff : Attaque portée dans le vide.
- WS (WR) : While standing up (While Rising up): En se relevant.
- Zoning : Gestion de l'espace par le joueur, tenant compte de la portée de l'arme de son personnage.